# Così è se mi pare
Così è se mi pare è un album di Angelo Branduardi, pubblicato il 22 marzo 2011.
Formalmente presentato a Pegognaga il 18 marzo durante la data zero del tour 2011 e liberamente acquistabile in anteprima.
Il disco vede il ritorno di Branduardi alle collaborazioni storiche, in particolare Maurizio Fabrizio, presente per la prima volta come autore in un album di Branduardi, oltre che nella storica veste di chitarrista e arrangiatore. I due artisti forti delle nuove esperienze artistiche rendono l'album da un lato nuovo, su un piano prettamente stilistico e tradizionale sulle tematiche e le atmosfere.
Il tema di Barbriallen, attribuito a Branduardi nei crediti del disco, è tratto dalla ballata tradizionale celtica Barbara Allen ed era già stato usato da Branduardi per il brano Piano piano presente nell'album Cercando l'oro del 1983, in cui era specificato che si trattava della rielaborazione di un brano tradizionale.
La melodia di Una vigile stella, pur essendo accreditata a Branduardi, è tratta dal tema tradizionale irlandese She moves through the fair, già utilizzato da Branduardi per Secondo Ponzio Pilato, album contenente la colonna sonora dell'omonimo film, e nell'intro del brano Il trattato dei miracoli nell'album L'infinitamente piccolo.

## Il disco
1. Gira la testa (La veglia di San Gemolo) (A. Branduardi/Pasquale Panella) - 3:10
2. Barbriallen (A. Branduardi/Luisa Zappa) - versione in italiano della ballad scozzese Barbara Allen (Child numero 84) - 7:46
3. Il lungo addio (cover di The Scarlet Tide, Elvis Costello - T-Bone Burnett, scritta nel 2003 per la colonna sonora del film Cold Mountain) - 4:18
4. Una vigile stella (A. Branduardi/Luisa Zappa) - versione in italiano della ballata irlandese She moves through the fair - 4:12
5. Favola di Natale a New York (cover di Fairytale of New York, Shane MacGowan - Jem Finer, componenti del gruppo celtic rock The Pogues) - 4:09
6. La ballata del tempo e dello spazio (Maurizio Fabrizio - Walter Tortoreto) - 6:37

## Formazione
- Angelo Branduardi – voce, cori, violino
- Gigi Cappellotto – basso
- Lele Melotti – batteria
- Maurizio Fabrizio – pianoforte, cori, chitarra
- Davide Ragazzoni – percussioni
- Fawzia Selama – cori, voce in Favola di Natale a New York

## Classifiche
| Paese  | Posizione raggiunta |
| ------ | ------------------- |
| Italia | 29                  |